# Königin-Olga-Kaserne

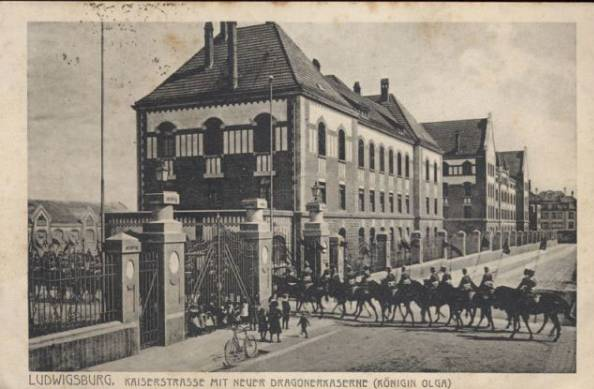
Kasernenbauten in der Kaiserstraße

Die Königin-Olga-Kaserne war eine Kaserne in Ludwigsburg. 

## Geschichte

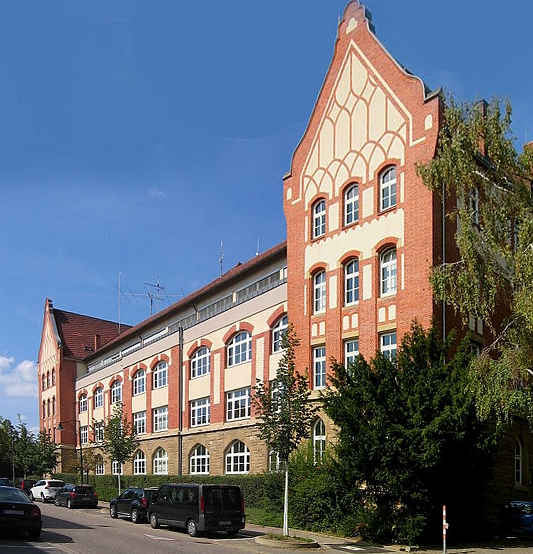
Eines der alten Mannschaftsgebäude in der Kaiserstraße ost

Der Kasernenbau war das umfangreichste Neubauprojekt der königlichen Militärbauverwaltung in Württemberg vor dem Ersten Weltkrieg. Er wurde zunächst nur als Dragoner-Kaserne bezeichnet und dann nach der württembergischen Königin Olga in Königin-Olga-Kaserne umbenannt.
Die Königin-Olga-Kaserne sollte als Ersatz für die alte Reiterkaserne am Karlsplatz dienen. Sie wurde in den Jahren 1904 bis 1906 errichtet und in den Jahren 1913 und 1914 erweitert. Die Kasernenanlage wurde bis 1945 militärisch genutzt. 
In ihrer Zeit als Kaserne beherbergte die Anlage zunächst den Stab sowie die 2., 3. und 5. Eskadron des 1. Württembergischen Dragoner-Regiments Königin Olga Nr. 25 und nach der Erweiterung das gesamte Regiment 25. Während des Ersten Weltkriegs waren dort außerdem verschiedene Ersatztruppenteile untergebracht. Ab 1920 war die Königin-Olga-Kaserne mit der 1., 3. und 4. Eskadron des Reiter-Regiments 18 belegt. Ab 1936 war die Kaserne der Standort der III. Abteilung des Artillerie-Regiments 25.
Nach dem Ende des Zweiten Weltkriegs wurde die Anlage zeitweise mit Flüchtlingen belegt; Teile der Kaserne wurden auch als Schulgebäude genutzt. Der größte Teil der Bauten wurde 1968 abgerissen. Das einstige Mannschaftsgebäude III wurde in den Jahren 2009 und 2010 saniert und wird seitdem vom Otto-Hahn-Gymnasium genutzt. Nord-östlich auf dem ehemaligen Kasernengeländes wurde die Rundsporthalle Ludwigsburg errichtet.

## Erhaltene Bauwerke
Zwei als Doppelhäuser errichtete Mannschaftsgebäude sind erhalten geblieben. Sie befinden sich in der Kaiserstraße 6 und 8 und in der Kaiserstraße 30 und 32. Die beiden ehemaligen Mannschaftsgebäude an der Südseite des ehemaligen Kasernengeländes sind nahezu baugleich. Das Erdgeschoss ist jeweils mit Werkstein verkleidet, darüber befinden sich Backstein-Putz-Fassaden mit Anklängen an den Historismus. 
Ferner sind an der Weimar- und an der Heinrich-Schweizer-Straße (frühere Herzogstraße) Überreste der alten Einfriedung zu finden, die eine Vorstellung von der Ausdehnung des einstigen Kasernenareals vermitteln. An der Kurfürstenstraße sind noch einige dreigeschossige Militärwohngebäude erhalten geblieben. Sie wurden 1913/14 aus Sandstein- und Backsteinmauerwerk errichtet. Diese Häuser tragen die Hausnummern 13, 15, 17 und 19. In derselben Straße steht schräg gegenüber den alten Wohngebäuden das ehemalige Offizierskasino mit der Hausnummer 22. Dieser neobarocke Putzbau, dessen Fassaden mit Sandstein gegliedert sind, besitzt in seinem Mittelteil einen Speisesaal, der sich über zwei Geschosse erstreckt. Das einstige Offizierskasino hat ein Mansardwalmdach. Sein Vor- und sein Hauptgarten sind mit einer einheitlichen Umfassungsmauer eingefriedet.